# Адольфи, Герман Алексеевич
Герман Алексеевич Адольфи (нем. Hermann Ernst Adolphi; 4 июня 1863, Венден, Лифляндская губерния, Российская империя — 14 мая 1919, Кёнигсберг, Восточная Пруссия, Веймарская республика) — русский врач, анатом, профессор Императорского Юрьевского университета (1912—1918). 

## Биография
Родился в семье венденского врача Алексиса Адольфи, потомок Генриха Адольфи. Воспитывался в частной Биркенруской гимназии близ Вендена. В 1882 году сдал экзамен на аттестат зрелости в Рижской губернской гимназии. В том же году поступил в Императорский Дерптский университет, который окончил в 1888 году. 29 ноября 1889 года там же защитил диссертацию на степень доктора медицины. 
В 1890 году состоял младшим медицинским чиновником при Министерстве внутренних дел, с командировкой в лечебницу для нервно-больных доктора фон Гольста в Риге. В 1891—1892 годах исполнял должность прозектора при анатомическом институте Дерптского университета, а 1 января 1893 года был утверждён в той же должности. С 1894 года читал ежегодно специальные курсы по анатомии человека. В 1908—1912 годах занимал должность приват-доцента, а в 1912—1918 годах должность профессора.
В конце 1918 года из-за наступления Красной армии переехал в Кёнигсберг, где покончил жизнь самоубийством.